# Gare de Kashiharajingu-mae
La gare de Kashiharajingu-mae (橿原神宮前駅, Kashiharajingū-mae-eki) est une gare ferroviaire de la ville de Kashihara, dans la préfecture de Nara au Japon. La gare est gérée par la compagnie Kintetsu.

## Situation ferroviaire
La gare de Kashiharajingu-mae est située marque le début de la ligne Yoshino et la fin des lignes Kashihara et Minami Osaka.

## Histoire
La gare est inaugurée le 21 mars 1923.

## Service des voyageurs

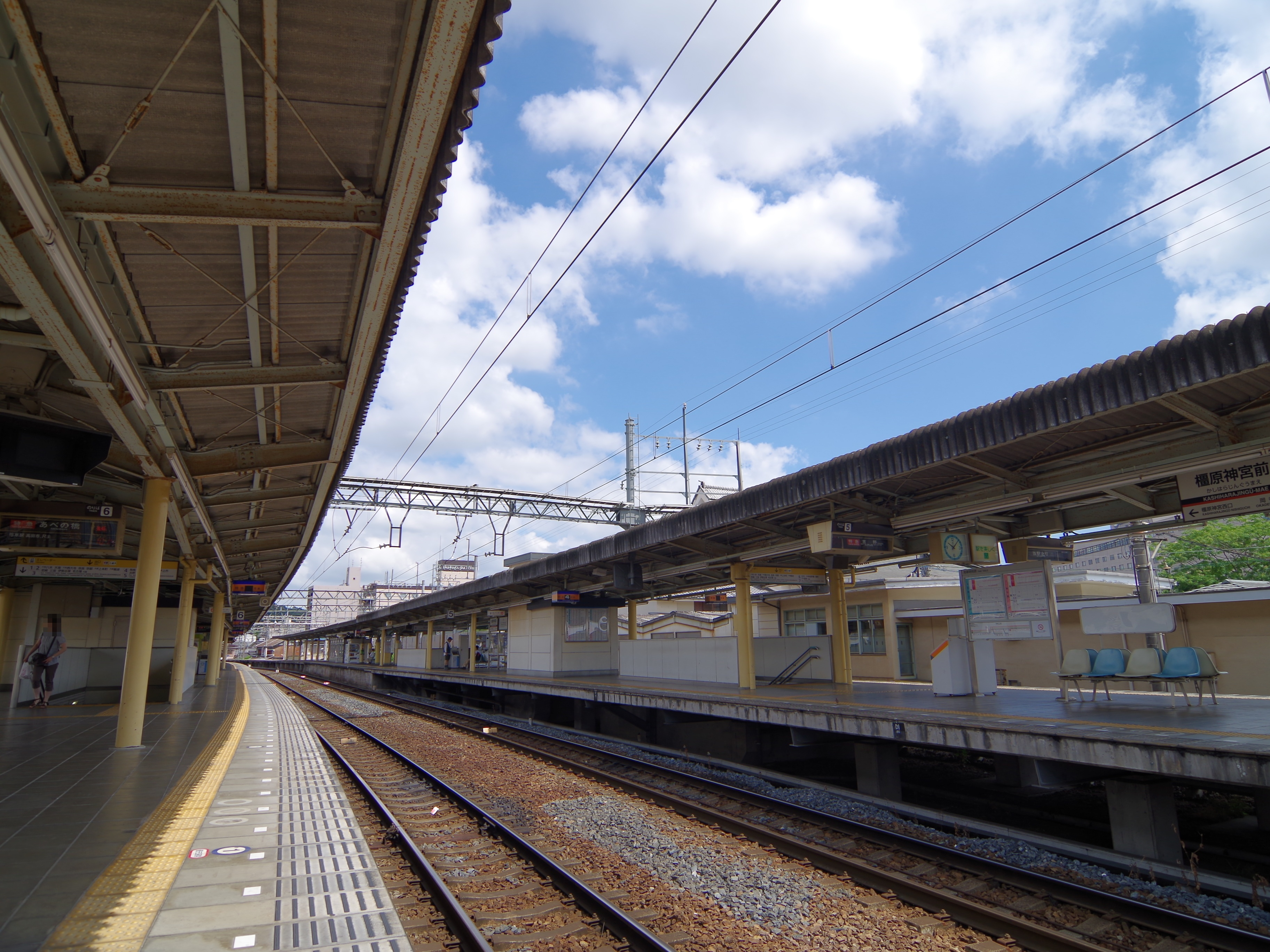
Vue des quais

### Accès et accueil
La gare dispose d'un bâtiment voyageurs, avec guichet, ouvert tous les jours.

### Desserte
- Ligne Kashihara :
  - voies 1 à 3 : direction Yamato-Yagi, Yamato-Saidaiji et Kyoto
- Ligne Yoshino :
  - voies 4 et 5 : direction Yoshino
- Ligne Minami Osaka :
  - voies 6 et 7 : direction Furuichi et Osaka-Abenobashi